# آیکان اینترپرایسز
آیکان اینترپرایسز (انگلیسی: Icahn Enterprises) شرکت سرمایه‌گذاری و خدمات مالی آمریکایی است، که در زمینه مبادلات سهام اختصاصی، مدیریت سرمایه‌گذاری، معاملات املاک و مستغلات و مدیریت قمارخانه فعالیت می‌کند.
شرکت آیکان اینترپرایسز در سال ۱۹۷۸ توسط کارل آیکان تأسیس شد و در سال ۲۰۱۴ دارایی خالص آن بالغ بر ۲۴ میلیارد دلار برآورد گردید.
دفتر مرکزی این شرکت در ساختمان جنرال‌موتورز، در شهر نیویورک، ایالات متحده آمریکا قرار دارد و بخشی از سهام آن در بازار بورس نزدک معامله می‌شود.